# Grandole Mobilités
Grandole Mobilités (anciennement Transport du Grand Dole, ou TGD) est le nom commercial du réseau de transport en commun des 47 communes de la communauté d'agglomération du Grand Dole, dans le Jura. Avec une fréquentation annuelle d'environ 200 000 voyageurs, le réseau est le plus fréquenté du département.
La société privée CarPostal France était l'exploitant du réseau entre 2004 et 2020. Après sa vente à Keolis, cette dernière reprend le marché et exploite désormais le réseau dans son intégralité.
Cette exploitation inclut :
- 13 lignes de bus régulières et interurbaines ;
- 4 lignes de bus sur réservation dites « Flexi Virtuelles » ;
- 2 lignes de navettes gratuites dites « Lignes ♥ de Ville » ;
- 3 services supplémentaires « FlexiPMR », « FlexiJob » et « FlexiSénior »

## Histoire du réseau
En septembre 2004, un réseau de bus est créé sous le nom de Dole Bus, exploité par CarPostal France pour une durée de 5 ans.
En 2009, une restructuration du réseau s'est accompagnée d'un redéploiement de l'offre avec la création de lignes sur réservation afin de desservir les 41 communes du Grand Dole. La livrée des bus a été renouvelée, la livrée Dole Bus bleu, blanc et jaune laissant place à la livrée Transport du Grand Dole blanc, vert et violet.
Le parc bus a été renouvelé, les GX317, GX117L et Minibus Volkswagen de la navette laissent place à des Solaris Urbino 12 III, Solaris Alpino 8.6 et à 2 Vehixel Cytios 20 (ex-MâconBus) pour la navette de centre-ville. CarPostal a toutefois conservé 2 GX317 dont celui en livrée « Bus du Marché », 1 GX117L le no 5 en livrée « Commanderie ».
Une grande refonte du réseau est organisée pour la rentrée 2016, les lignes 1, 2 et 3 sont ainsi modifiées et les lignes 4, 5 et 6 supprimées mais leurs itinéraires se retrouvent sur les nouvelles lignes régulières interurbaines.
En 2018, le parc de bus est renouvelé, le Solaris Urbino 10 et 2 Solaris Urbino 12 III sont remplacés par des Solaris Urbino 12 IV. 2 Mercedes-Benz Intouro et le Mercedes-Benz Integro sont remplacés par 1 nouveau Intouro.
En septembre 2020, Keolis reprend l'exploitation du réseau. Deux Heuliez GX 337, deux Mercedes-Benz Intouro et trois Iveco Evadys Line sont achetés.
À partir du 4 septembre 2023, Transport du Grand Dole devient Grand Dole Mobilités. Les lignes sont remaniées, une ligne expresse est créée (Lizia) et le service de transport à la demande renforcé.

## Le réseau
Le réseau Grand dole Mobilités dessert les différentes communes de l'agglomération doloise via un réseau de bus et de vélos en libre-service.
À partir du 30 août 2010, le réseau TGD évolue :
- Nouveaux horaires
- Renforcement de la ligne 5,

Le Grand Dole, l'autorité organisatrice

- Restructuration des lignes à la demande : 
  - Modification du trajet de la ligne 7,
  - Ligne 8 inchangée,
  - Lignes 9 et 10 fusionnés sous l'indice 9,
  - La ligne 11 devient la ligne 10,
  - La ligne 12 devient la ligne 11.

En 2012, les anciennes lignes à la demande ont été remplacées par Flexi-village.
En décembre 2014 le réseau urbain est simplifié :
- les "lignes régulières" (lignes 1 à 6)
- les "lignes à la demande" (lignes 7 à 12)
- Les "lignes Flexi-Village" (lignes 13 et 14)
Le 1er septembre 2016, le réseau est profondément modifié et Flexi-Village disparait. Il existe désormais 5 catégories de lignes :
- les « lignes régulières urbaines » (lignes 1 à 3).
- les « lignes régulières interurbaines » (lignes 10 à 19).
- les « lignes sur réservation » (lignes 20 à 22).
- les « lignes cœur de ville » (lignes C1, C2 et C3).
- les « lignes Flexi-Job » (lignes F1, F2 et F3) et « Flexi-PMR ».

Le 3 septembre 2018, le réseau sera de nouveau modifié avec la création de la ligne 23 allant jusqu'à Champagney et la suppression de la ligne C3 dû à la faible affluence :
- les « lignes régulières urbaines » (1 à 3)
- les « lignes régulières interurbaines » (10 à 19)
- les « lignes Flexi-Job » et « Flexi-PMR »

En juin 2019, CarPostal met en service un système de plan interactif avec les différents lieux à visiter, les communes et les lignes de l'agglomération.
À partir de septembre 2019, le terminus de la ligne 1 est prolongé jusqu'à l'entrée de l'autoroute A39, intitulé "Choisey Autoroute". Les « lignes sur réservation » deviennent les « lignes Flexi Virtuelles».

### Lignes urbaines
| N° | Parcours                           | Arrêts  | Amplitude     | Période            | Exploitant |
| -- | ---------------------------------- | ------- | ------------- | ------------------ | ---------- |
| 1  | Choisey — Autoroute ↔ Gare de Dole | 18      | 06h30 à 19h20 | L, Ma, Me, J, V, S | Keolis     |
| 2  | Tavaux — Collège ↔ Dole Gare       | 38 à 42 | 06h55 à 19h50 | L, Ma, Me, J, V, S | Keolis     |
| 3  | Lycée Duhamel ↔ Grandes Épenottes  | 27 à 29 | 07h15 à 19h45 | L, Ma, Me, J, V, S | Keolis     |

### Lignes interurbaines
| N° | Parcours                                                                                       | Arrêts | Période            | Exploitant(s)          |
| -- | ---------------------------------------------------------------------------------------------- | ------ | ------------------ | ---------------------- |
| 10 | Champvans — Rue de Damparis ↔ Abergement-la-Ronce — Carrefour de Damparis                      | 40     | L, Ma, Me, J, V, S | Keolis                 |
| 10 | Aumur — Église ↔ Dole — Théâtre                                                                | 17     | L, Ma, Me, J, V    | Keolis                 |
| 11 | Biarne — École ↔ Dole — Théâtre / Lycée Duhamel                                                | 22     | L, Ma, Me, J, V, S | Keolis                 |
| 12 | Chevigny / Authume — Autoroute ↔ Dole — Théâtre / Lycée Duhamel                                | 26     | L, Ma, Me, J, V, S | Keolis                 |
| 13 | Auxange — Centre / Rochefort — Rue Barbière / Amange — École ↔ Dole — Théâtre / Collège Ledoux | 26     | L, Ma, Me, J, V, S | Keolis                 |
| 14 | Goux — Cornée / Villette-lès-Dole — Mairie ↔ Dole — Théâtre                                    | 22     | L, Ma, Me, J, V, S | Arbois Tourisme Keolis |
| 15 | Choisey — Saint-Ylie ↔ Tavaux — Collège                                                        | 10     | L, Ma, Me, J, V    | Arbois Tourisme Keolis |
| 16 | Saint-Aubin — Pasquier ↔ Tavaux — Collège                                                      | 14     | L, Ma, Me, J, V    | Keolis                 |
| 17 | Saint-Aubin — Pasquier ↔ Damparis — Collège                                                    | 11     | L, Ma, Me, J, V    | Keolis                 |
| 18 | Sampans — Les Violets ↔ Damparis — Collège                                                     | 9      | L, Ma, Me, J, V    | Keolis                 |
| 18 | Champvans — Atelier municipal ↔ Damparis — Collège                                             | 4      | L, Ma, Me, J, V    | Keolis                 |
| 19 | Lavans-lès-Dole — Lotissement ↔ Dole — Collège Ledoux                                          | 10     | L, Ma, Me, J, V    | Keolis                 |

### Lignes sur réservation
| N° | Parcours                                                                                      | Arrêts | Période            | Exploitant(s)          |
| -- | --------------------------------------------------------------------------------------------- | ------ | ------------------ | ---------------------- |
| 20 | Lavans-lès-Dole — Lotissement / Éclans — Centre / Audelange ↔ Dole — Théâtre / Collège Ledoux | 17     | L, Ma, Me, J, V, S | Arbois Tourisme Keolis |
| 21 | Villers-Robert — Petit Villers ↔ Dole — Théâtre                                               | 12     | L, Ma, Me, J, V, S | Keolis                 |
| 22 | Peseux — Rue du Chalet ↔ Dole — Théâtre                                                       | 8      | L, Ma, Me, J, V, S | Keolis                 |
| 23 | Champagney — Place ↔ Dole — Théâtre                                                           | 7      | L, Ma, Me, J, V, S | Keolis                 |

## Transport à la demande

### Flexi-job
Ce service fonctionne du lundi au samedi entre 4h30 et 7h00 et de 19h30 à 22h00 en horaires libre, c'est-à-dire en dehors des horaires proposés par les lignes régulières.

### Flexi-PMR
Réservé uniquement aux personnes à mobilité réduite, détenteurs d'une carte d'invalidité à 80% minimum.
Le service Flexi PMR a pour vocation d’assurer les déplacements des personnes à mobilité réduite qui ne sont pas en mesure d’utiliser les lignes régulières TGD dans les conditions d’accès et de sécurité satisfaisantes. Il est destiné aux personnes qui ne peuvent utiliser les bus des lignes régulières en raison d’un problème d’autonomie et d’accessibilité.
Le service Flexi PMR est dit « d’arrêt à arrêt » c'est-à-dire que la prise en charge et la dépose se font à des points d’arrêts définis.

### Dimanche et fêtes

#### Dimanches et jours fériés
Le dimanche et certains jours fériés, le réseau ne fonctionne pas.

#### Événements
Des navettes sont généralement mises en place depuis les grands arrêts (Choisey Paradis, Tavaux, Gare et Grandes Epenottes 1) vers un arrêt proche de l’événement (Saint-Mauris, Commanderie/DolExpo, Théâtre...) lorsqu'il y a un grand événement à Dole.

## Services scolaires
11 Lignes scolaires complètent le réseau : les lignes J1 à J11.

## État du parc

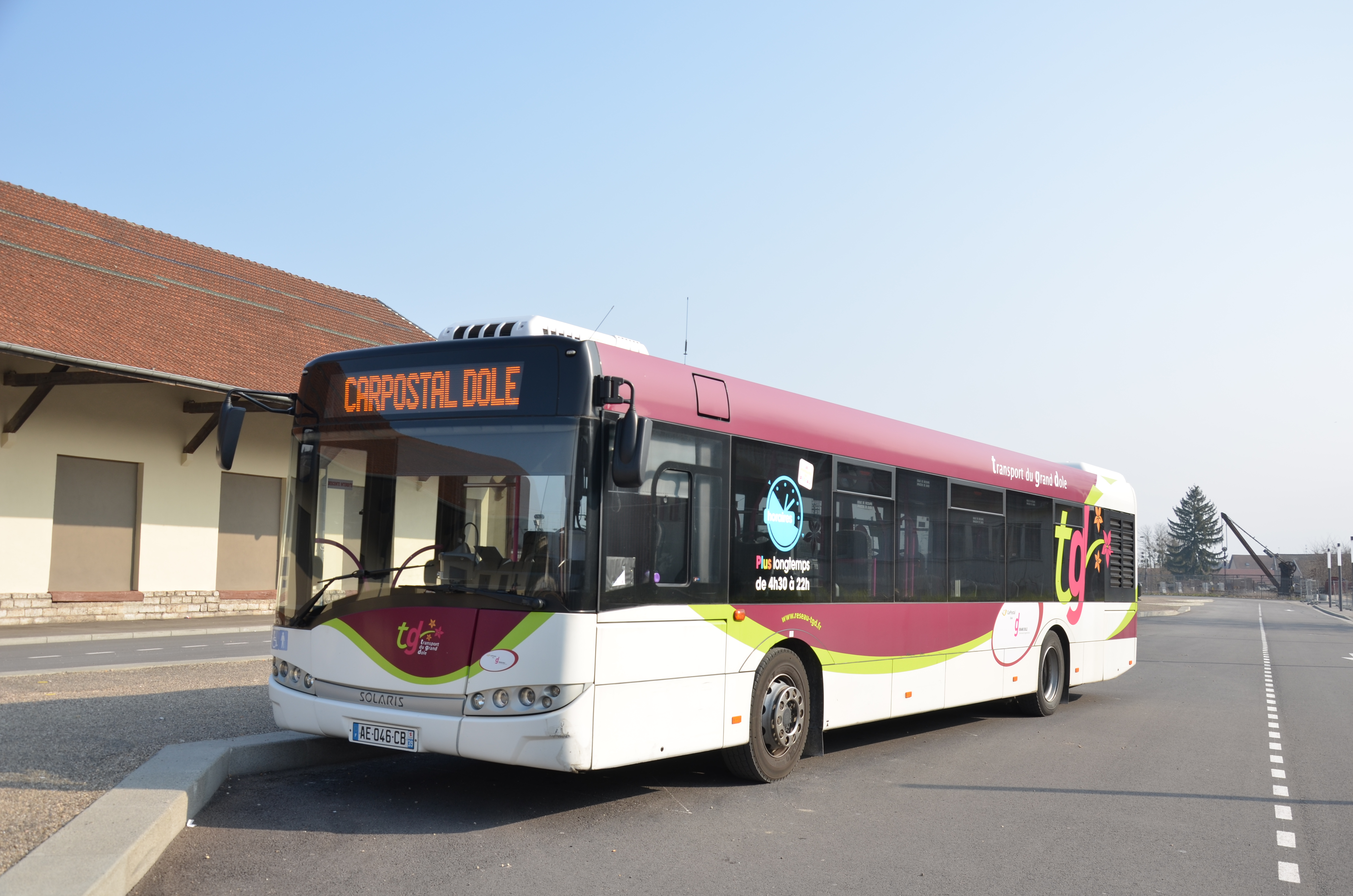
Un bus du réseau TGD à la gare routière.

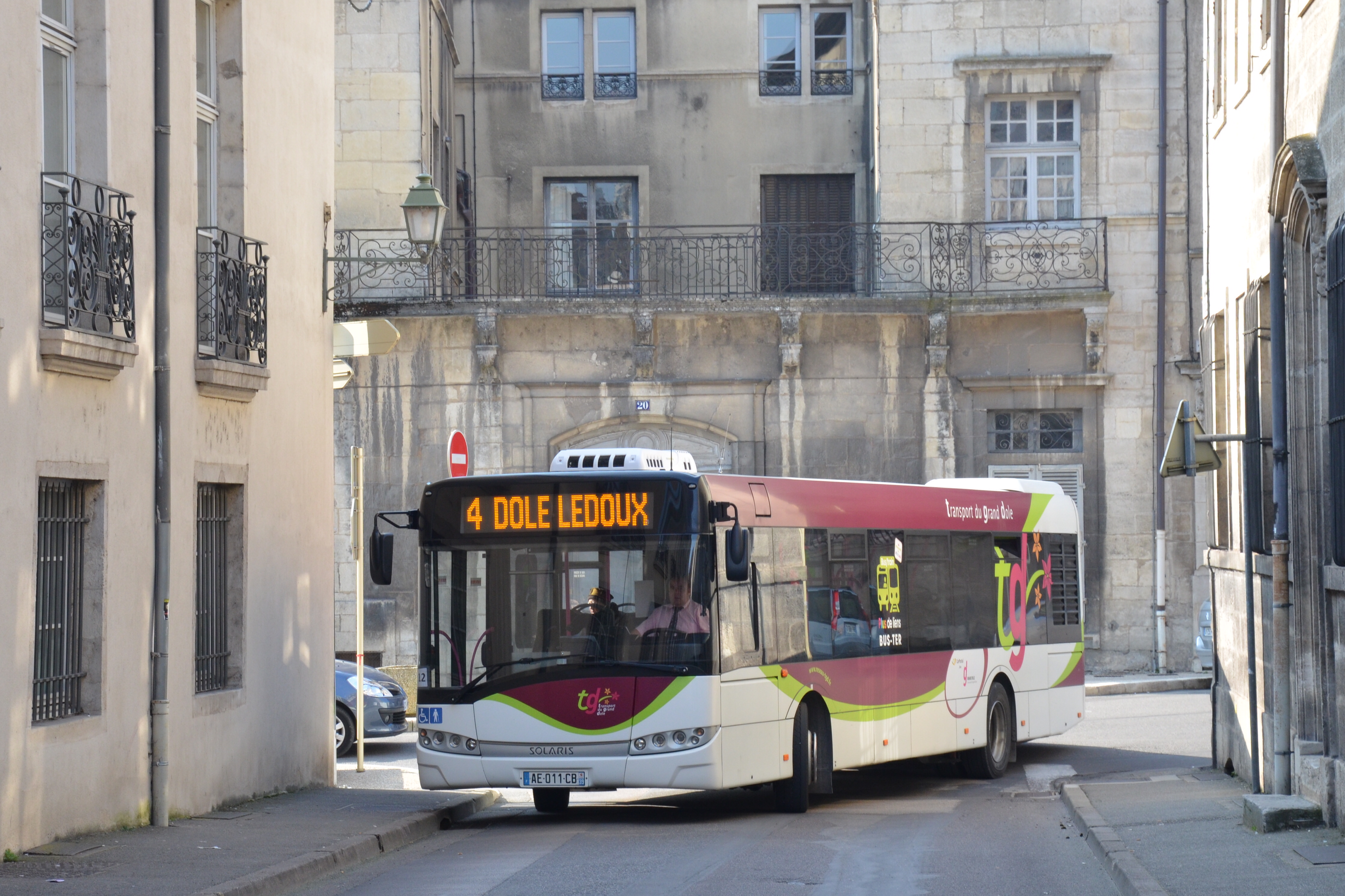
Solaris Urbino 12 III sur l'ancienne ligne 4.

| Modèles                           | Numéros de parc et Commentaires | Années |
| --------------------------------- | ------------------------------- | ------ |
| 2 Solaris Urbino 12 IV            | 01 et 02                        | 2018   |
| 2 Solaris Urbino 12 III           | 06 ; 08                         | 2013   |
| 2 Heuliez GX 337                  | 05 ; 07                         | 2020   |
| 1 Solaris Urbino 12 III LE        | 16                              | 2009   |
| 4 Mercedes-Benz Citaro C2 Hybride | 03 et 04 ; 09 et 10             | 2022   |